# Sammetsrevolutionen
Sammetsrevolutionen är de händelser under hösten 1989 i Tjeckoslovakien som fick det tjeckoslovakiska kommunistpartiet att överlämna makten till en icke-kommunistisk regering med Václav Havel som president. Sammetsrevolutionen var en del av de processer som innebar att kommunistiska partier förlorade makten i Östeuropa och Sovjetunionen mellan 1989 och 1992.

## Bakgrund
1985 blev Michail Gorbatjov generalsekreterare i Sovjetunionens kommunistiska parti. Gorbatjov besökte Tjeckoslovakiens huvudstad Prag i mars 1987 och förnekade då att det sovjetiska kommunistpartiet hade monopol på sanningen. Under året bildades oppositionsgrupper och det kom rapporter om de allvarliga miljöproblemen i Tjeckoslovakien. Gustav Husák avgick som partiets förstesekreterare och efterträddes av Milouš Jakeš. Den 21 augusti 1988 demonstrerade 10 000 människor i Prag på årsdagen av invasionen 1968 men möttes av polisens tårgas och vattenkanoner. Årsdagen av den första republikens utropande den 28 oktober gjordes till officiell nationaldag men den demonstration med 5 000 personer som den dagen samlades på Vaclavplatsen i Prag skingrades med hjälp av polisen. I januari 1989 utbröt stora demonstrationer till minne av studenten Jan Palach, som begick självmord 20 år tidigare. Även dessa demonstrationer slogs ned av polisen och den kände dissidenten Václav Havel arresterades. Europeiska säkerhetskonferensen som möttes i Wien och den sovjetiska tidningen Pravda protesterade mot att demonstrationerna stoppades.
I Tjeckoslovakiens grannländer förlorade samtidigt respektive kommunistparti terräng. I Polen hade fackföreningsrörelsen Solidaritet blivit lagligt på våren 1989, i de polska parlamentsvalet i juni 1989 hade oppositionen stora framgångar och i augusti blev Tadeusz Mazowiecki den förste icke-kommunistiske premiärministern sedan 1947. Den 11 augusti 1989 bad den polska senaten Tjeckoslovakien om ursäkt för den polska insatsen vid invasionen 1968. Även i Ungern förlorade kommunistpartiet inflytande. Generalsekreteraren i det ungerska kommunistpartiet, János Kádár, hade tvingats avgå i maj 1988. 1989 tilläts den ungerska oppositionen att verka och den 16 juni 1989 gavs en statsbegravning åt Imre Nagy, premiärminister vid Ungernrevolten 1956. Under sommaren 1989 flydde östtyska medborgare utomlands, bland annat flydde 11 000 personer till den västtyska ambassaden i Prag.

## Demonstrationer

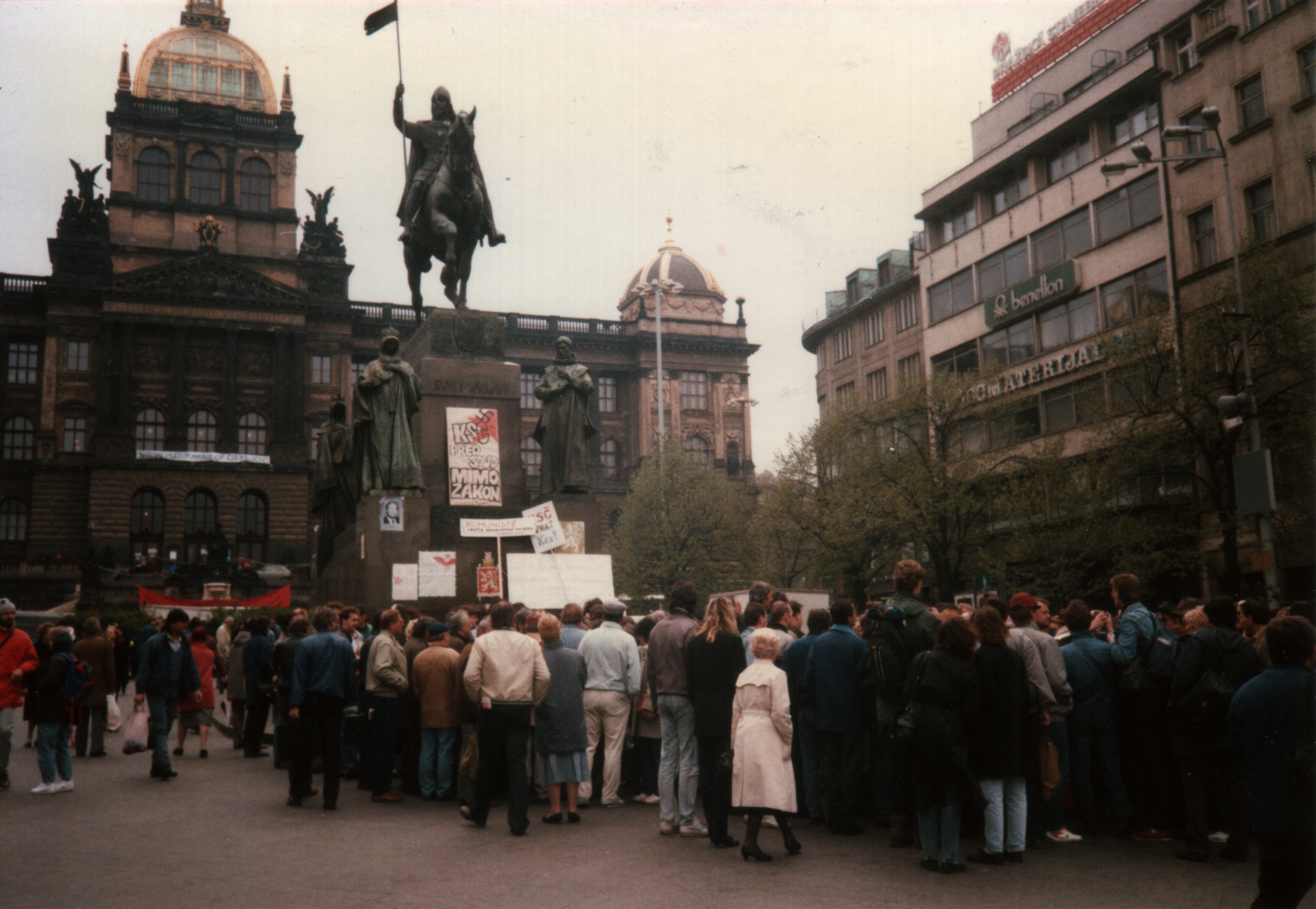
Demonstration mot det kommunistiska partiet på Vaclavplatsen i Prag april 1990, innan valet i juni

På den 21:a årsdagen av den sovjetiska invasionen 1968 utbröt i Prag åter stora demonstrationer, som även denna gång brutalt slogs ner av polisen. Oppositionen uppmuntrades dock av de landsomfattande demonstrationer, som ägde rum i Östtyskland och Erich Honeckers avgång som generalsekreterare för Tysklands socialistiska enhetsparti.
Den 17 november demonstrerade studenter i Prag med anledning av 50-årsdagen av Jan Opletals död. Opletal hade dödats 1939 när studenter demonstrerade mot den tyska ockupationen och den tyska ockupationsmakten hade därefter permanent stängt universiteten. Demonstrationen samlade 100 000 personer. När demonstrationståget var på väg mot Vaclavplatsen i Prag möttes det av kravallpolis, som misshandlade hundratals av demonstranterna. Följande dag gick studenterna ut i strejk och ockuperade universitetslokalerna. Studenterna fick stöd av Prags teaterskådespelare, som också gick ut i strejk och ockuperade teatrarna. Den 19 november bildades organisationen Medborgarforum, en paraplyorganisation för oppositionella grupper som Charta 77, VONS och den tjeckoslovakiska PEN-klubben. I Bratislava bildades en motsvarande organisation, Allmänheten mot våld. Medborgarforum krävde att de politiker, som bar ansvaret för invasionen 1968, Gustáv Husák, Milouš Jakeš och andra skulle avgå, att polisens uppträdande den 17 november skulle undersökas och de ansvariga för polisens brutalitet avgå. Medborgarforum krävde också att alla samvetsfångar skulle friges.

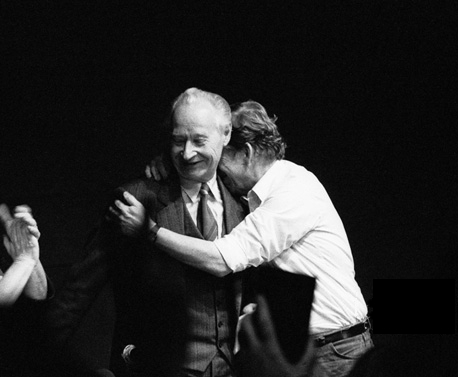
Dubček omfamnad av Vaclav Havel, vid en sammankomst på Laterna Magika-teatern i Prag 24 november 1989. Samma kväll avgick hela ledningen för det tjeckoslovakiska kommunistpartiet.

Den 19 och 20 november var det åter stora demonstrationer i Prag med uppskattningsvis 150 000–200 000 deltagare. Demonstranterna bestod då främst av studenter och för att få stöd från andra grupper i samhället reste studenter och skådespelare ut i landet för att agitera. Den 23 november anslöt sig 10 000 arbetare från busstillverkaren Českomoravská Kolben-Daněk till demonstrationerna. Även i Bratislava ägde demonstrationer rum och inför 80 000 demonstranter framträdde den 22 november 1989 för första gången på 20 år kommunistpartiets tidigare generalsekreterare Alexander Dubček.
Den 22 november började också den tjeckoslovakiska televisionen rapportera om demonstrationerna och oppositionens krav. Den 24 november framträdde Dubček vid demonstrationer på Vaclavplatsen i Prag tillsammans med Václav Havel. Samma kväll avgick presidiet i kommunistpartiets politbyrå. Jakeš efterträddes av Karel Urbánek som partiets generalsekreterare.
Den 26 november publicerade Medborgarforum ett manifest, där man krävde omfattande förändringar av det tjeckoslovakiska samhället. Kommunistpartiets ledande ställning skulle ersättas av oberoende politiska partier och landet skulle få ett oberoende rättsväsen, förändrad utrikespolitik, miljöproblem skulle åtgärdas och marknadsekonomi skulle införas.
Medborgarforum hade också utlyst en generalstrejk, som ägde rum under två timmar den 27 november. Följande dag träffade representanter för Medborgarforum den tjeckoslovakiska regeringen och premiärminister Ladislav Adamec. Den 29 november ändrades konstitutionen, så att paragrafen om det kommunistiska partiets ledande roll avskaffades. Den 1 december tog kommunistpartiet avstånd från Warszawapaktens invasion 1968 och tre dagar senare gjorde Sovjetunionen samma sak.
Den 3 december förklarade kommunistpartiets politbyrå, att den tjeckoslovakiska regeringen skulle ombildas, så att fem av de 20 ministrarna skulle vara icke-kommunister. Medborgarforum svarade med att detta var för lite och nya demonstrationer ägde sedan rum. Den 4 december krävde Medborgarforum ny regering och nya parlamentsval före juni 1990. Den 7 december avgick premiärminister Adamec och efterträddes av Marián Čalfa. Denne började förhandla med Medborgarforum och den 8 december stod det klart att regeringen skulle ombildas, så att hälften av ministerposterna skulle gå till icke-kommunister. Den 10 december avgick president Husák efter att ha utnämnt den nya regeringen. Ny vice premiärminister blev den kände dissidenten Ján Čarnogurský, medan Jiří Dienstbier från Charta 77 blev utrikesminister.
Efter Husáks avgång som president fanns det flera tänkbara kandidater till presidentposten. Kommunistpartiets kandidat var Ladislav Adamec och en annan möjlig kandidat Alexander Dubček. Den 16 december förklarade sig Václav Havel villig att kandidera till posten. I den tjeckoslovakiska nationalförsamlingen tvingades flera kommunistiska ledamöter avgå och istället invaldes oppositionspolitiker. Den 28 december valdes Alexander Dubček till nationalförsamlingens talman. Dagen efter utsågs Václav Havel till Tjeckoslovakiens president.